# Björn Anklev
Björn Anklev, född 13 april 1979, är en svensk före detta fotbollsspelare.

## Karriär

### Tidig karriär
Anklev började spela fotboll som fem-sexåring i IK Tun. Som 12–13-åring gick han till Vrena IF. Som 15-åring gick Anklev till Nyköpings BIS, där han två år senare gjorde sin A-lagsdebut. Därefter gjorde Anklev värnplikten och spelade då under 1,5 år för division 5-klubben Runtuna IK. Därefter återvände Anklev till Nyköpings BIS.

### Halmstads BK
Efter att ha gjort mycket mål för Nyköpings BIS blev Anklev hösten 2003 inbjuden på provspel i allsvenska Halmstads BK. Det blev ett lyckat provspel och han skrev inför säsongen 2004 på för HBK. Anklev fick i HBK, bortsett från 2006 då han var borta på grund av skada, visserligen spela många matcher men vanligtvis som inhoppare och han lyckades aldrig ta en ordinarie plats i startuppställningen.

### Örgryte IS och BK Häcken
När hans kontrakt gick ut 2007 gick han därför vidare till Örgryte IS i Superettan. Han blev 2008 etta i lagets interna skytteliga med 11 mål, när man via serieseger kvalificerade sig för Allsvenskan. I december 2010 blev han klar för BK Häcken och spelade där till och med säsongen 2014. 
Inför säsongen 2015 återvände Anklev till Örgryte IS.

### Jonsereds IF
I april 2017 gick Anklev till Jonsereds IF. Han spelade 16 matcher och gjorde sex mål i Division 4 2017. I december 2017 förlängde Anklev sitt kontrakt med ett år och fick samtidigt en roll som spelande assisterande tränare i klubben. Säsongen 2018 spelade han nio matcher och gjorde två mål i Division 3.
Efter säsongen 2018 avslutade Anklev sin fotbollskarriär.